# Vereinigte Westfälische Adelsarchive
Die Vereinigten Westfälischen Adelsarchive e. V. sind ein am 14. Dezember 1923 gegründeter gemeinnütziger Verein, der sich zum Ziel gesetzt hat, die in den Archiven des westfälischen Adels befindlichen historischen Quellen zu erhalten und sie für die historische Forschung zu erschließen und zugänglich zu machen. Darüber hinaus soll laut Satzung das „Verantwortungsbewusstsein der Archiveigentümer für den Wert ihrer Archive als Teil des kulturellen Erbes und der Familientradition“ gefördert werden. Sitz des Vereins ist Münster. Voraussetzung für die Mitgliedschaft ist das Eigentum an einem Adelsarchiv.
Der Verein besitzt eine kleine Publikationsreihe, in der Abhandlungen und Quelleneditionen aus den Adelsarchiven veröffentlicht werden. Nach dem westfälischen Vorbild entstanden 1982 als Zusammenschluss zahlreicher rheinischer Adelsfamilien die Vereinigten Adelsarchive im Rheinland e. V.

## Organisation
Der Vorstand des Vereins besteht aus einem Vorsitzenden und seinem Stellvertreter. Zurzeit erfüllen diese Aufgabe Rudolph Herzog von Croÿ und F.-Carl Freiherr von Ketteler. In seiner Arbeit wird der Vorstand durch einen Beirat unterstützt. Einmal jährlich findet eine Mitgliederversammlung statt. Die Durchführung der wissenschaftlichen und archivfachlichen Aufgaben des Vereins koordiniert der Direktor der Vereinigten Westfälischen Adelsarchive, der darüber hinaus für die Geschäfts- und Kassenführung des Vereins verantwortlich ist. Von Amts wegen übernimmt der Leiter des LWL-Archivamts für Westfalen (seit 2008 Marcus Stumpf) diese Funktion.

## Bestände
Zusammen genommen umfassen die Westfälischen Adelsarchive mehr als 100.000 Pergament- und Papierurkunden aus dem Mittelalter und der Neuzeit. In den Urkunden wurden in der Regel Rechtsgeschäfte festgehalten. Sie enthalten Testamente, Eheverträge, Belehnungen, Käufe oder Verkäufe. Andere Urkunden beziehen sich auf Beamtenbestallungen oder militärische Beförderungen, wieder andere enthalten Privilegien für Klöster oder Institutionen. Darüber hinaus werden ca. eine halbe Million Akten zugänglich gemacht, die zum Teil aus der dienstlichen Tätigkeit des Adels in der Zeit des alten Reichs entstammen, das mit dem Jahre 1806 zu Ende ging. So finden sich noch heute in den Privatarchiven Unterlagen westfälischer Landesherren, wie der Münsteraner Fürstbischöfe Christoph Bernhard von Galen oder Ferdinand von Fürstenberg. Neben diesen amtlichen Unterlagen stammen viele Archivalien aus der wirtschaftlichen Verwaltung der Güter. Sie dienen hauptsächlich der Erforschung der landwirtschaftlichen Verhältnisse in alter Zeit, enthalten aber auch Unterlagen zur frühen Industriegeschichte, so zum Bergbau im Sauerland und im Ruhrgebiet. Eine weitere große Gruppe bilden die privaten Nachlässe, die in der Hauptsache aus Korrespondenzen bestehen. Es haben sich hier zehntausende von Briefen aus dem 16.–20. Jahrhundert erhalten.
Auch einige alte Territorialarchive ehemals selbständiger Grafschaften im alten Reich befinden sich noch in privatem Besitz. Hierzu zählen u. a. die Archive der Grafen bzw. Fürsten von Sayn-Wittgenstein in Berleburg und Laasphe, die Archive der Fürsten von Bentheim-Tecklenburg in Rheda und Bentheim-Steinfurt in Burgsteinfurt oder das Archiv der Herzöge von Croy in Dülmen.

## Benutzung
Über das LWL-Archivamt können die Findbücher der über 100 im Verein organisierten westfälischen Adelsarchive eingesehen und die interessierenden Archivalien bestellt werden. 
Die Benutzung der westfälischen Adelsarchive ist – ausgenommen zu kommerziellen Zwecken – kostenlos möglich. In der Regel verbleiben die Archive auf den Schlössern und Häusern der Eigentümerfamilien und werden nur in Ausnahmefällen in das Depot des Vereins im LWL-Archivamt überführt. Zurzeit lagern ca. 70 dieser Archive in den Häusern ihrer Eigentümer, gut 30 Archive liegen im Archivdepot des Vereins. So kommt es, dass die Einsichtnahme der Findbücher und die Einsicht in die gewünschten Archivalien nur in Ausnahmefällen am gleichen Tag stattfinden kann, da die Unterlagen in der Regel zunächst aus den betroffenen Archiven entliehen und nach Münster gebracht werden müssen. 
Der Online-Stellung der Findbücher kommt deshalb eine besondere Bedeutung zu, damit sich die Benutzer vorab informieren und bestellen können: Über 130 Findbücher sind im Portal „Archive in NRW“ durchsuchbar (Stand: Sommer 2017).